# 稠密関係
数学における稠密関係（ちゅうみつかんけい、英: dense relation）とは、集合 X 上の二項関係 R であって、X の R-関係にある任意の二元 x, y に対し、X の元 z で x とも y とも R-関係にあるようなものが存在するものをいう。
記号で書けば、
{\displaystyle \forall x\ \forall y\ xRy\Rightarrow (\exists z\ xRz\land zRy)}
となる。
任意の反射関係は稠密である。
例えば、二項関係として狭義の半順序 < はそれが関係として稠密であるとき、稠密順序(dense order)であるという。すなわち、集合 X 上の半順序 ≤ が（あるいは順序集合 (X, ≤) が）稠密であるとは、X の任意の二元 x, y で x < y を満たすものに対し、X の元 z で x < z < y を満たすものが必ず存在することを言う。
有理数の全体に通常の大小関係による順序を入れたものは、この意味で稠密である（実数全体のなす順序集合も同様）。他方、整数全体の成す集合に通常の順序を入れたものは稠密でない。